# Five Nights at Freddy's (jeu vidéo)
Pour l’article homonyme, voir Five Nights at Freddy's.
 (juin 2016).
Si vous disposez d'ouvrages ou d'articles de référence ou si vous connaissez des sites web de qualité traitant du thème abordé ici, merci de compléter l'article en donnant les références utiles à sa vérifiabilité et en les liant à la section « Notes et références ».
Five Nights at Freddy's est un jeu vidéo d'horreur indépendant en point-and-click développé par Scott Cawthon, sorti en 2014. Premier jeu de la série Five Nights at Freddy's, il se déroule dans une pizzeria, dans laquelle un gardien de sécurité doit se protéger d'animatroniques en surveillant chacun de leurs mouvements à l'aide de caméras de surveillance.
Five Nights at Freddy's est initialement commercialisé via Desura le 8 août 2014. Le 20 août 2014, après approbation de la plateforme Steam Greenlight, Five Nights at Freddy's est également mis en vente via Steam,. Une adaptation pour Android est commercialisée le 27 août 2014 via Google Play. Son adaptation pour iOS est commercialisée le 11 septembre 2014.
Le jeu est bien accueilli dans son genre, en particulier pour son design simpliste, son mécanisme de gameplay, et son atmosphère oppressante submergeant le joueur dans une méfiance constante et dans la paranoïa. Five Nights at Freddy's est le jeu le mieux vendu sur Desura jusqu'au 18 août 2014. Quatre suites, Five Nights at Freddy's 2, Five Nights at Freddy's 3, Five Nights at Freddy's 4 et Five Nights at Freddy's: Sister Location, sont commercialisées entre 2014, 2015 et 2016.

## Histoire
Le jeu se déroule en 1993
dans une pizzeria appelée Freddy's Fazbear Pizza, au passé sombre et morbide. Ce restaurant comme ceux de l'époque possédait des animatroniques qui effectuaient des spectacles familiaux durant les heures d'ouverture. Ce jeu tire son inspiration de la chaîne de restauration américaine réelle Chuck E. Cheese, et plus particulièrement d'une série de meurtres ayant été commis en novembre 1992 dans un des établissements de la franchise à Aurora dans le Colorado par un employé de 19 ans, Nathan Dunlap, qui a tué quatre de ses collègues et grièvement blessé un cinquième. Le gardien de nuit faisait partie des victimes.
Dans le jeu, la pizzeria a vu sa réputation tachée après la mort de plusieurs enfants. En 1987, une animatronique mord le lobe frontal d'une personne. Dans la même chaîne de restaurant, un homme déguisé en une de ces fameuses mascottes a attiré cinq enfants à l'arrière du restaurant pour les assassiner.

## Système de jeu
Le joueur ne peut pas bouger, mais il peut interagir avec les objets dans son champ de vision. Le but du joueur est de survivre en tant que gardien de sécurité dans une pizzeria cinq nuits d'affilée de minuit à 6 h du matin, sans se faire attraper par les mascottes robotisées  du restaurant. Le seul moyen pour le joueur de voir les mascottes est d'utiliser les caméras de surveillance un peu partout dans le restaurant, qu'il surveille grâce à une tablette tactile. 

## Accueil
Five Nights at Freddy's est particulièrement bien accueilli par la presse spécialisée. Indie Game Magazine félicite Five Nights at Freddy's pour son style simpliste dans le domaine survival horror, notant que la direction artistique et son gameplay qui submergent le joueur dans une « tension brutale », et qu'il s'agit d'une « expérience incroyablement terrifiante que d'essayer de survivre d'une simple crise cardiaque jusqu'à la fin du jeu. » En conclusion, Five Nights at Freddy's est considéré comme un « superbe exemple de design intelligent et d'expérience terrifiante. ».
Omri Petitte de PC Gamer attribue à Five Nights at Freddy's une note de 80 %, en commentant son design « plus-et-moins » simpliste. L'atmosphère générale du jeu est félicitée car elle oscille entre suspens et peur de voir la menace apparaître, plutôt que par l'arrivée directe de la menace comme dans la majorité des autres jeux du genre horreur. Cependant, le gameplay de Five Nights at Freddy's est critiqué car il devient trop répétitif une fois que le joueur le maîtrise. Ryan Bates de Game Revolution attribue au jeu une note de 4,5 sur 5 ; en comparant le gameplay orienté par caméra au jeu Night Trap, sorti en 1992, il félicite la présentation minimaliste du jeu (et son manque de musique submergeant le joueur dans une atmosphère oppressante). il explique qu'il s'agit d'un jeu vidéo d'horreur « bien ficelé » mais un peu trop court.
Jeffrey Matulef, du site Eurogamer, compare les animatroniques du jeu aux Weeping Angels — des créatures issues de l'univers de Doctor Who — à cause de leur capacité à se déplacer lorsqu'elles ne sont observées. Softpedia attribue une note de quatre étoiles sur cinq au jeu ; le rédacteur Cosmin Anton note sa « différence avec les autres jeux classiques de type survival horror ».
Kahn Lusth, de Canard PC, attribue au jeu la note de 8/10 et le qualifie de « classique instantané ».

## Suites et adaptation
Five Nights at Freddy's connait plusieurs suites, un jeu dérivé et également adapté en roman.

### Cinéma
- Five Nights at Freddy's (2023) réalisé par Emma Tammi